# Lee Hong Kum
Lee Hong Kum (koreanisch 이홍금; * 1955) ist eine südkoreanische Mikrobiologin. Von 2007 bis 2013 war sie Präsidentin des Koreanischen Polarforschungsinstituts.

## Leben
Lee besuchte die Ewha Womans University in Seoul und studierte ab 1973 Mikrobiologie an der Seoul National University. 1980 schloss sie ihr Studium als Master ab. Nach 9 Jahren an der Technischen Universität Braunschweig wurde sie 1989 promoviert. Anschließend besetzte sie eine Postdoc-Stelle am Zentrum für Molekulare Mikrobiologie der Seoul National University. 1991 wurde sie wissenschaftliche Mitarbeiterin am Koreanischen Institut für Meeresforschung und -technologie (KORDI). Von 2002 bis 2003 leitete sie die dortige Abteilung für Meeresressourcenforschung. Im Jahr 2004 kam sie als Leiterin der Abteilung für Polare Biowissenschaften an das neu gegründete Koreanische Polarforschungsinstitut (KOPRI), dessen Präsidentin sie vom 1. Mai 2007 bis zum 30. April 2013 war. Sie ist heute Direktorin der Polar and Alpine Microbial Collection (PAMC).
Lee Hong Kum wurde 2007 den mit dem nationalen südkoreanischen UNESCO-L’Oréal-Preis für Frauen in der Wissenschaft geehrt. 2015 wurde sie vom Ministerium für Wissenschaft, Informations- und Kommunikationstechnologie sowie Zukunftsplanung als Wissenschaftlerin des Jahres ausgezeichnet.

## Leistung
Lee befasst sich als Wissenschaftlerin mit der Erforschung mariner und polarer Mikroorganismen. Sie ist Autorin oder Koautorin von über 100 wissenschaftlichen Publikationen und zahlreichen Patenten.
Als Präsidentin des Koreanischen Polarforschungsinstituts hat sie entscheidend zu dessen erfolgreicher Entwicklung beigetragen. In ihre Amtszeit fällt die Planung und der Bau des eisbrechenden Forschungsschiffs Araon, die Planung und Fertigstellung des 2013 eröffneten modernen Institutsgebäudes in Incheon sowie die Planung der Jang-Bogo-Station, der zweiten südkoreanischen Forschungsstation in der Antarktis.
Unter Lees Leitung wurde seit 2012 die Polar and Alpine Microbial Collection angelegt, eine Sammlung von Kulturen und Daten polarer und alpiner Mikroorganismen. Die PAMC enthält heute rund 6500 Stämme aus der Arktis, der Antarktis und alpiner Regionen. Sie bietet sowohl biologisches Material als auch Informationen zur Taxonomie, der lokalen Herkunft, dem Lebensraum und den physiologischen Eigenschaften der Mikroorganismen.

## Publikationen (Auswahl)
- Hong Kum Lee, Deuk-Soo Lee, Junghyun Lim, Jung Sun Kim, Kwang Sik Im, Jee H. Jung: Topoisomerase I inhibitors from the Streptomyces sp. strain KM86-9B isolated from a marine sponge. In: Archives of pharmacal research. Band 21, Nr. 6, 1999, S. 729–733, doi:10.1007/BF02976766 (englisch).
- Hong Kum Lee, Jongsik Chun, Eun Young Moon, Sung-Hwan Ko, Deuk-Soo Lee, Hyun Sang Lee, Kyung Sook Bae: Hahella chejuensis gen. nov., sp. nov., an extracellular-polysaccharide-producing marine bacterium. In: International Journal of Systematic and Evolutionary Microbiology. Band 51, 2001, S. 661–666, doi:10.1099/00207713-51-2-661 (englisch).
- Dockyu Kim, Jihyun F. Kim, Joung Han Yim, Soon-Kyeong Kwon, Choong Hwan Lee, Hong Kum Lee: Red to Red – the Marine Bacterium Hahella chejuensis and its Product Prodigiosin for Mitigation of Harmful Algal Blooms. In: Journal of Microbiology and Biotechnology. Band 18, Nr. 10, 2008, S. 1621–1629 (englisch, researchgate.net [PDF; 577 kB]).
- Yung Mi Lee, GoHeung Kim, You-Jung Jung, Cheng-Dae Choe, Joung Han Yim, Hong Kum Lee, Soon Gyu Hong: Polar and Alpine Microbial Collection (PAMC): a culture collection dedicated to polar and alpine microorganisms. In: Polar Biology. Band 35, Nr. 9, 2012, S. 1433–1438, doi:10.1007/s00300-012-1182-7 (englisch).